# الكسيس لانغر
الكسيس لانغر  (و. 1825 – 1904 م) هو مهندس معماري ألماني، توفي في فروتسواف، عن عمر يناهز 79 عاماً.